# イヴァン・クルジャリアク
- イヴァン・クルジュリアク

イヴァン・クルジャリアク（Ivan Kružliak、1984年3月24日 - ）は、スロバキア・ブラチスラバ出身のサッカー審判員。
2000年に審判資格を取得し、2010年からリーグ1（後にフォルトゥナ・リーガ）をはじめとする国内大会での審判を務めている。
2011年からはスロバキアサッカー協会の指名により国際サッカー連盟 (FIFA) に国際審判員として登録され、2012–13UEFAヨーロッパリーグで主審を務めた。また、ウェンブリー・スタジアムで行われた2014FIFAワールドカップ予選・イングランド対モルドバ戦でも主審を務めた。